# Орловка (Кетовский район)
Орловка — деревня в Кетовском районе Курганской области России. Входит в состав Шмаковского сельсовета.

## География
Деревня находится в центральной части области, в пределах юго-западной части Западно-Сибирской равнины, в лесостепной зоне, на правом берегу реки Юргамыш, на расстоянии примерно 33 километров (по прямой) к юго-западу от села Кетова, административного центра района. Абсолютная высота — 96 метров над уровнем моря.
Климат
Климат характеризуется как резко континентальный, с холодной продолжительной малоснежной зимой и тёплым сухим летом. Среднегодовая температура — −1 °C. Средняя температура воздуха самого холодного месяца (января) составляет −17,9 °C (абсолютный минимум — −49,7 °С); самого тёплого месяца (июля) — 19,3 °C (абсолютный максимум — 40,5 °С). Безморозный период длится 117 дней. Годовое количество атмосферных осадков — 329 мм, из которых 229 мм выпадает в период с мая по сентябрь. Продолжительность периода с устойчивым снежным покровом равна 145 дням.

## Население
| 1989 | 2002 | 2010 |
| ---- | ---- | ---- |
| 251  | ↘222 | ↘144 |

Гендерный состав
По данным Всероссийской переписи населения 2010 года в гендерной структуре населения мужчины составляли 47,9 %, женщины — соответственно 52,1 %.
Национальный состав
Согласно результатам Всероссийской переписи населения 2002 года, в национальной структуре населения русские составляли 93 %.